# Eisenbahn-Kinderzeitung
Die Eisenbahn-Kinderzeitung wurde vom Pressedienst der Deutschen Bundesbahn (DB) von 1952 bis 1959 herausgegeben und war für ihre jüngsten Reisenden gedacht.
Für den Inhalt verantwortlich war Pressereferent Johannes Kurze. Die Zeitschrift erschien monatlich und wurde kostenlos an Kinder abgegeben. Die Zeitschrift gehörte zu den in den 1950er Jahren populären Werbecomics. Zu den Illustratoren gehörte der aufgrund seiner Comicfigur Oskar bekannte Zeichner Cefischer, dessen Mitarbeit jedoch 1954 auslief.
Jedes Heft umfasste acht Seiten, die wie ein Leporello gefaltet waren. Die eine Hälfte mit Titelbild, Rückseite und Comic über zwei Seiten oder zweiseitiger Illustration war vierfarbig gedruckt, die andere mit Kurzgeschichten und Rätselspielen zweifarbig.
Exemplare der Zeitschrift sind in mehreren Museen ausgestellt, unter anderem im Stadtmuseum Weimar, Eisenbahnmuseum Alter Bahnhof Lette, Museum für Verkehr und Technik in Berlin, Stadtmuseum Lippstadt und im Wirtschaftswundermuseum (online).
Eine weitere Jugendzeitschrift, die von der DB 1957 bis 1986 herausgegeben wurde, war DB mit Pfiff.